# Campeonato Mundial de Patinação Artística no Gelo de 1902
O Campeonato Mundial de Patinação Artística no Gelo de 1902 foi a sétima edição do Campeonato Mundial de Patinação Artística no Gelo, um evento anual de patinação artística no gelo organizado pela União Internacional de Patinação (em inglês:  International Skating Union) onde os patinadores artísticos competem pelo título de campeão mundial. A competição foi disputada no dia 13 de fevereiro na cidade de Londres, Reino Unido.

## Eventos
- Individual masculino

## Medalhistas
| Evento                        | Ouro                    | Prata                          | Bronze                   |
| Individual masculino detalhes | Ulrich Salchow · Suécia | Madge Syers-Cave · Reino Unido | Martin Gordan · Alemanha |

## Resultados

### Individual masculino
| Pos.              | Nome             | Nacionalidade | Pontos |
| ----------------- | ---------------- | ------------- | ------ |
| Medalha de ouro   | Ulrich Salchow   | Suécia        | 5      |
| Medalha de prata  | Madge Syers-Cave | Reino Unido   | 13     |
| Medalha de bronze | Martin Gordan    | Alemanha      | 15     |
| 4                 | Henri Torromé    | Reino Unido   | 17     |

## Quadro de medalhas
| Ordem | País        | Medalha de ouro | Medalha de prata | Medalha de bronze |   | Ordem por total |
| ----- | ----------- | --------------- | ---------------- | ----------------- | - | --------------- |
| 1     | Suécia      | 1               |                  |                   | 1 | 1               |
| 2     | Reino Unido |                 | 1                |                   | 1 | 1               |
| 3     | Alemanha    |                 |                  | 1                 | 1 | 1               |
| TOTAL | TOTAL       | 1               | 1                | 1                 | 3 | —               |